# Katașîn, Cecelnîk
Katașîn (în ucraineană Каташин) este localitatea de reședință a comunei Katașîn din raionul Cecelnîk, regiunea Vinnița, Ucraina.

## Demografie
Componența lingvistică a localității Katașîn
     Ucraineană (98,11%)
     Rusă (1,39%)
     Alte limbi (0,38%)
Conform recensământului din 2001, majoritatea populației localității Katașîn era vorbitoare de ucraineană (98,11%), existând în minoritate și vorbitori de rusă (1,39%).